# Robert Rutöd

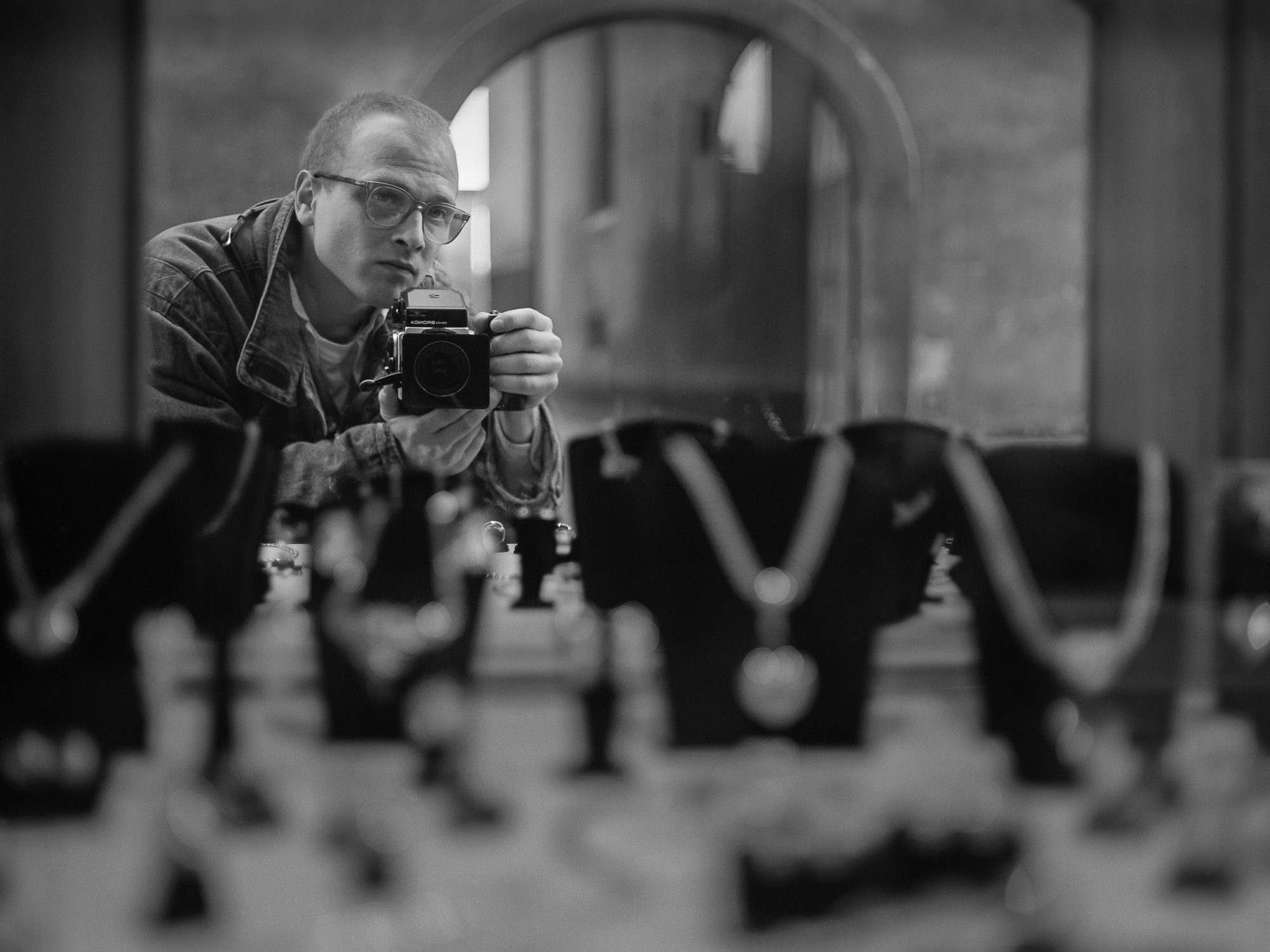
Robert Rutöd, Selbstporträt (1988)

Robert Rutöd (* 1959 in Wien) ist ein österreichischer Fotograf und Filmemacher.

## Leben
Nach einer frühen Beschäftigung mit der Malerei wandte sich Rutöd 1978 der Fotografie zu. Von 1979 an schrieb er Drehbücher und drehte Kurzfilme. Ab Mitte der 1990er Jahre gestaltete er Bücher und Anwendungen für digitale Medien. Seit 2004 fotografiert Rutöd wieder. 
In seinen Projekten durchleuchtet er das Paradoxon Mensch mit seinen mitunter tragikomischen Facetten. 2009 resultierte daraus der Fotoband Less Is More, drei Jahre später wurde die Serie Right Time Right Place fertiggestellt. Dafür erhielt er mehrere Auszeichnungen, darunter den New York Photo Award, den Spezialpreis des Tschechischen Zentrums für Fotografie und zuletzt Artist of the Year beim Dong Gang International Photo Festival in Südkorea. 
Nach einer fast zehnjährigen Expedition durch Fachmessen und Ausstellungsflächen kam 2017 seine Serie Fair(y) Tales zum Abschluss. Nachdem er diese Serie in zahlreichen Ausstellungen wie zum Beispiel in Marseille, Kaunas, Malmö oder Kaliningrad präsentiert hatte, wurde er 2019 eingeladen, Fair(y) Tales in seiner ersten Einzelausstellung in Israel anlässlich des Festivals PHOTO IS:RAEL in Tel Aviv zu zeigen. 2023 wurde seine Serie Berg der Kreuze beim Schömberger Fotoherbst mit dem Preis der Jury ausgezeichnet. Robert Rutöd lebt und arbeitet in Wien.

## Preise und Auszeichnungen
- 2023: Schömberger Fotoherbst, Preis der Jury, Deutschland[6]
- 2019: Italian Street Photo Festival, Single Photo Award, 2nd place
- 2015: Artist of the Year, Dong Gang International Photo Festival, Südkorea
- 2015: Honorable Mention, FotoDC Washington, USA
- 2012: New York Photo Award, USA
- 2012: Spezialpreis des Tschechischen Zentrums für Fotografie, Prag
- 2011: Honorable Mention, New York Photo Awards, USA

## Ausstellungen (Auswahl)
- 2019: PHOTO IS:RAEL International Photography Festival (Tel Aviv, Israel)
- 2019: Prix Maison Blanche (Maison Blanche, Marseille, Frankreich)
- 2019: Anarchy (Helsinki Photo Festival, Finnland)
- 2019: Italian Street Photo Festival (Rom, Italien)
- 2018: Les Boutographies (Montpellier, Frankreich)
- 2017: Fotonoviembre – Festival Internacional de Fotografía (Teneriffa, Spanien)
- 2017: The Society of the Spectacle – Malmö Fotobiennal (Malmö, Schweden)
- 2017: Baltic Biennale of Photography (Kaliningrad, Russland)
- 2017: Facts and clarifications – Riga Photomonth (Riga, Lettland)
- 2016: Secvențe – Sequences Photography Festival (Ploiești, Rumänien)
- 2016: Parallel Vienna (Wien, Österreich)
- 2015: FotoWeekDC (Washington DC, USA)
- 2015: Dong Gang International Photo Festival (Seoul, Südkorea)
- 2014: Celebrating Europe (Kaunas, Litauen)
- 2014: From Memory and Oblivion (Guadalajara, Mexiko)
- 2013: Miami Street Photography Festival (Trendy Studio, Miami, USA)
- 2013: Delhi Photo Festival (New Delhi, Indien)
- 2013: Copenhagen Photo Festival (Carlsberg Byen, Dänemark)
- 2012: New York Photo Awards (powerHouse Arena, New York, USA)
- 2012: Right Time Right Place (Galeria Fotografii, Bielsko-Biała, Polen)
- 2012: An Eye for an Ear (Galerie Huit, Arles, Frankreich)
- 2012: Kolga Tbilisi Photo (Tbilisi, Georgien)
- 2011: NYPHA'11 Awards (Photographic Centre Peri, Turku, Finnland)
- 2010: Public Space (Architekturzentrum Wien, Österreich)
- 2010: WoRK (NOPA Gallery, New Orleans, USA)
- 2010: Less Is More (Siebensterngalerie, Wien, Österreich)

## Bücher
- 2015: Right Time Right Place, 120 Seiten, Vorwort: Aline Smithson, ISBN 978-3-200-04200-1
- 2014: Milky Way[7], 34 Seiten, Box-Set – Buch, 12-seitiger Folder, Reliquie (Holzsplitter, montiert auf Karton)
- 2010: grayscales. early b&w photographs 1978–1988, 140 Seiten, ISBN 978-3839110065
- 2009: Less Is More, 104 Seiten, Text: Christine Dobretsberger, ISBN 978-3837035490

## Kurzfilme (Auswahl)
- 1993: Catch A Cold
- 1990: Der Eiskasten
- 1988: Heiliger Vater (Arbeitstitel: Virus V.)
- 1986: Zippedy Tunferd